# Eugenio Beltrami

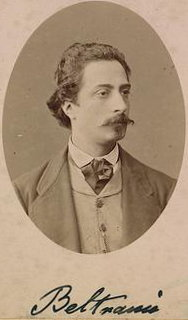
Eugenio Beltrami

Eugenio Beltrami (ur. 16 listopada 1835 w Cremonie, zm. 18 lutego 1900 w Rzymie) – włoski matematyk, profesor uniwersytetów w Rzymie i Bolonii. Znany z prac nad geometrią nieeuklidesową, geometrią różniczkową, elektrycznością i magnetyzmem
Odznaczony Orderem Sabaudzkim Cywilnym.